# Яков Перелман
Яков Перелман (рус. Я̀ков Исидо̀рович Пѐрельман) е руски научен популяризатор от еврейски произход. Написва над 50 книги, които са преведени на 18 езика, вкл. на български. Той е създател на термина „научнофантастичен“, използван за първи път през 1914 г. по отношение на разказа „Завтрак в невесомой кухне“.
Най-популярна на български е неговата двутомна „Забавна физика“.

## Биография
Ражда се на 22 ноември стар стил (4 декември нов стил) 1882 г. в град Белосток, Гродненска губерния, Русия (днес Бялисток в Полша). Баща му е счетоводител във фабрика за сукно, а майка му е начална учителка. Яков е второто дете в семейството, има по-голям брат Йосиф, който после става писател под псевдонима Осип Димов (Осип Дымов).
Баща им умира преди малкият Яков да навърши една година – през септември 1883 г. Въпреки трудностите, майка им прави всичко възможно да им даде добро образование. Почва начално училище през 1890 г., а през 1895 г. е приет в единственото средно училище в Белосток – реалното училище.
През 1899 г. написва първата си научно-популярна статия, подбуден от ширещите се из града слухове за свършек на света. Слуховете са за огнен дъжд и дори е посочена конкретна дата – 1 ноември. В статията си, подписана като „Я.П.“, Перелман обяснява научно явлението – метеорния поток Леониди. Изложението е направено под формата на непринудена беседа, с проверими изчисления и лесни за разбиране сравнения. В заключението показва, че явлението е ежегодно повтарящо се и че вместо повод за страх то е красиво природно зрелище.

## Книги
- Занимательная физика. Кн. 1. СПб., Изд-во П. П. Сойкина, 1913
- Весёлые задачи. Пг., Изд-во А. С. Суворина, 1914
- Далёкие миры. Астрономические очерки. Пг., Изд-во П. П. Сойкина, 1914
- Межпланетные путешествия. Полёты в мировое пространство и достижение небесных тел. Пг., Изд-во П. П. Сойкина, 1915 (10)
- Занимательная физика. Кн. 2. Пг., Изд-во П. П. Сойкина, 1916 (по 1981 год — 21 издание).
- Путешествия на планеты (физика планет). Пг., Изд-во А. Ф. Маркса, 1919
- Новые и старые меры. Метрические меры в обиходной жизни, их преимущества. Простейшие приёмы перевода в русские. Пг., Изд. журнала «В мастерской природы», 1920
- Новый задачник к краткому курсу геометрии. М. — Л., ГИЗ, 1922
  - Вып. I. Механика. Пг.: Сеятель, 1922
  - Вып. II. Теплота, Пг.: Сеятель, 1923
- Загадки и диковинки в мире чисел. Пг., Наука и школа, 1923
- Новый задачник по геометрии Архив на оригинала от 2019-12-29 в Wayback Machine.. Пг., ГИЗ, 1923
- Метрическая система. Обиходный справочник. Пг., Научное книгоиздательство, 1923
- Обманы зрения. Пг., Научное книгоиздательство, 1924
- Для юных физиков. Опыты и развлечения. Пг., Начатки знания, 1924
- Хрестоматия-задачник по начальной математике (для трудовых школ и самообразования взрослых). Л.: ГИЗ, 1924
- Между делом. Опыты и развлечения для детей старшего возраста. М. — Л., Радуга, 1925
- Азбука метрической системы. Л., Научное книгоиздательство, 1925
- Пропаганда метрической системы. Методический справочник для лекторов и преподавателей. Л., Научное книгоиздательство, 1925
- Руководство по метрической системе мер и сборник упражнений. Л.: Госиздат, 1925
  - вып. III. Звук. Л.: ГИЗ, 1925
  - вып. IV. Свет. Л.: ГИЗ, 1925
- Числа-великаны. М.; Л.: Радуга, 1925
- Чудо нашего века. М.; Л.: Радуга, 1925
- Занимательная геометрия Архив на оригинала от 2019-12-20 в Wayback Machine.. Л., Время, 1925
- Занимательная геометрия на вольном воздухе и дома. Л., Время, 1925
- Для юных математиков. Первая сотня головоломок. Л., Начатки знания, 1925
- Для юных математиков. Вторая сотня головоломок. Л., Начатки знания, 1925
- Не верь своим глазам! Л., Прибой, 1925
- Полёт на Луну. Современные проекты межпланетных перелётов. Л., Сеятель, 1925
- Газетный лист. Электрические опыты. М. — Л., Радуга, 1925
- Геометрия и начатки тригонометрии. Краткий учебник и собрание задач для самообразования. Л., Севзаппромбюро ВСНХ, 1926
- Занимательная арифметика Архив на оригинала от 2020-01-26 в Wayback Machine.. Загадки и диковинки в мире чисел. Л., Время, 1926
- Развлечения со спичками. Л., Прибой, 1926
- Юный землемер. Л.: Прибой, 1926
- Фигурки-головоломки из 7 кусочков. М.; Л.: Радуга, 1927
- Занимательная математика Архив на оригинала от 2020-01-21 в Wayback Machine.. Л., Время, 1927
- Фокусы и развлечения. Чудо нашего века. Числа-великаны. Между делом. Л.: Радуга, 1927
- Техническая физика. Пособие для самообучения и собрание практических упражнений. Л., Севзаппромбюро ВСНХ, 1927
- Научные задачи и развлечения (головоломки, опыты, занятия). М. — Л., Молодая гвардия, 1927
- Занимательные задачи. Л., Время, 1928
- Ящик загадок и фокусов. М. — Л.: ГПЗ, 1929
- Занимательная астрономия Архив на оригинала от 2019-12-20 в Wayback Machine.. Л., Время, 1929
- Занимательная математика в рассказах. Л., Время, 1929
- Ракетой на Луну. М. — Л., ГИЗ, 1930
- В мировые дали (о межпланетных перелётах). М., Изд-во Осоавиахима СССР, 1930
- Живой учебник геометрии. Живая геометрия. Теория и задачи. Харьков — Киев, Униздат, 1930
- Занимательная механика Архив на оригинала от 2020-01-21 в Wayback Machine.. Л., Время, 1930
- Математика на вольном воздухе. Л., Политехническая школа, 1931
- Математика на каждом шагу. Книга для внеклассного чтения школ ФЗС. М. — Л., Учпедгиз, 1931
- Как решать задачи по физике. М. — Л., ОНТИ, 1931
- Циолковский. Его жизнь, изобретения и научные труды. По поводу 75-летия со дня рождения. М.; Л.: ГТТИ, 1932
- Физика на каждом шагу. М.: ДЕТГИЗ, 1934, 263 с.
- Занимательная алгебра Архив на оригинала от 2020-08-24 в Wayback Machine.. Л., Время, 1933
- Знаете ли вы физику? Архив на оригинала от 2019-12-29 в Wayback Machine. (Физическая викторина для юношества). М. — Л., ГИЗ, 1934
- Живая математика Архив на оригинала от 2020-01-11 в Wayback Machine.. Математические рассказы и головоломки. М.-Л., ПТИ, 1934
- К звёздам на ракете. Харьков, Укр. рабочий, 1934
- Наука на досуге (с С. В. Глязером). Л., Молодая гвардия, 1935
- Циолковский К. Э. Его жизнь и технические идеи. М. — Л., ОНТИ, 1935
- Вечера занимательной науки. Вопросы, задачи, опыты, наблюдения из области астрономии, метеорологии, физики, математики (в соавторстве с В. И. Прянишниковым). Л., Леноблоно, 1936
- Быстрый счёт. Л., 1941
- Квадратура круга. Л.: Дом занимательной науки, 1941
- Вычисления с приближёнными числами. М., АПН СССР, 1950
- Занимательные задачи и опыты Архив на оригинала от 2021-02-28 в Wayback Machine.. М., Детгиз, 1959